# Venezolanische Männer-Handballnationalmannschaft
Die venezolanische Männer-Handballnationalmannschaft repräsentiert den Handballverband Venezuelas als Auswahlmannschaft auf internationaler Ebene bei Länderspielen im Handball gegen Mannschaften anderer nationaler Verbände.

## Geschichte
Die Federación Venezolana de Balonmano ist seit 2006 Mitglied in der Internationalen Handballföderation (IHF) und seit 2019 in der Süd- und zentralamerikanischen Handballkonföderation (SCAHC). Für ein großes internationales Turnier konnte sich die Auswahl bisher nicht qualifizieren.

## Turnierteilnahmen

### Panamerikameisterschaften
An der Handball-Panamerikameisterschaft der Männer nahm Venezuela einmal teil. Sie diente als Qualifikation zur Handball-Weltmeisterschaft der Männer. Die Panamerikameisterschaften wurden 2020 abgelöst von den Süd- und zentralamerikanischen Handballmeisterschaften und den Nordamerikanischen und karibischen Handballmeisterschaften. Bei der Austragung 2012 verlor die Mannschaft alle vier Gruppenspiele und gewann 28:23 gegen Mexiko in der Platzierungsrunde.
- Panamerikameisterschaft 1980–2010 und 2014–2018: nicht teilgenommen
- Panamerikameisterschaft 2012: 8. Platz (von 9 Mannschaften)

### Süd- und zentralamerikanische Handballmeisterschaft
Seit der Austragung 2020 sind jeweils die besten drei Mannschaften der Süd- und zentralamerikanischen Handballmeisterschaft der Männer für die Weltmeisterschaft im Folgejahr qualifiziert.
- Süd- und zentralamerikanische Meisterschaft 2020: nicht teilgenommen
- Süd- und zentralamerikanische Meisterschaft 2022: nicht teilgenommen

### Zentralamerika- und Karibikspiele
Bei den Zentralamerika- und Karibikspielen 2010 gewann die Auswahl die Silbermedaille und qualifizierte sich für die Panamerikanischen Spiele 2011. In der Vorrundengruppe schlug man Nicaragua und im Halbfinale Mexiko. Im Endspiel unterlag man wie in der Gruppe der Dominikanischen Republik. 2023 spielte man Unentschieden gegen Costa Rica und setzte sich in der Platzierungsrunde gegen El Salvador und Costa Rica für den fünften Platz durch.
- Zentralamerika- und Karibikspiele 2010: 2. Platz (von 8 Mannschaften)
- Zentralamerika- und Karibikspiele 2023: 5. Platz (von 8 Mannschaften)

### Panamerikanische Spiele
An den Panamerikanischen Spielen nahm Venezuela 2011 teil. Nach vier Niederlagen beendete man das Turnier auf dem letzten Platz.
- Panamerikanische Spiele 1987–2007: nicht teilgenommen oder qualifiziert
- Panamerikanische Spiele 2011: 8. Platz (von 8 Mannschaften)
- Panamerikanische Spiele 2015: nicht teilgenommen oder qualifiziert
- Panamerikanische Spiele 2019: nicht teilgenommen oder qualifiziert

### Südamerikaspiele
Bei den Südamerikaspielen gelang 2014 ein Sieg über Paraguay in der Gruppenphase sowie über Kolumbien in der Platzierungsrunde. 2018 landete man nach einem Unentschieden gegen Paraguay und drei weiteren Niederlagen auf dem letzten Platz der Gruppe.
- Südamerikaspiele 2002: nicht teilgenommen
- Südamerikaspiele 2006: nicht teilgenommen
- Südamerikaspiele 2010: nicht teilgenommen
- Südamerikaspiele 2014: 5. Platz (von 7 Mannschaften)

Kader: Emmanuel Godoy, Ivan Perez, Jesus Guarecuco, Edwin Reinoza, Juan Villalobos, Jhonny Peñaloza, Jose Villegas, David Contreras, Ronal Timaure, Christopher Timaure, Victor Lopez, Ali Barranco, Kevin Rodriguez, Kelwing Zambrano, Drubil Antonio Silva, Jose Gregorio Palacios.
- Südamerikaspiele 2018: 5. Platz (von 7 Mannschaften)

Kader: Carlos Cañate, Christopher Timaure, David Contreras, Drubil Silva, Eduardo Rodriguez, Emilio Tovar, Enmanuel Godoy, Helson Noel, Ivan Perez, Jesus Guarecuco, Jhonny Peñaloza, Jose Palacios, Juan Villalobos, Kevin Rodriguez, Rafael Correa, Ronal Timaure.
- Südamerikaspiele 2022: 5. Platz (von 5 Mannschaften)

### Karibischer Handballpokal
Beim Karibischen Handballpokal 2017 wurde man bei sechs Teilnehmern Letzter. In der Vorrunde gelang ein Sieg gegen Kolumbien und ein Unentschieden gegen die Dominikanische Republik. Im Spiel um Platz 5 unterlag man Kolumbien.
- Karibischer Handballpokal 2017: 6. Platz (von 6 Mannschaften)

### Juegos Bolivarianos
Bei den Juegos Bolivarianos nahm Venezuela zweimal teil. 2017 belegte man nach Siegen über Peru und Bolivien, einem Unentschieden gegen Chile und einer Niederlage gegen Kolumbien den dritten Rang. 2022 besiegte man Kolumbien und Peru und unterlag Chile und der Dominikanischen Republik und wurde im Dreiervergleich mit Kolumbien und der Dominikanischen Republik schlussendlich Zweiter des Turniers.
- Juegos Bolivarianos 2017: 3. Platz (von 5 Mannschaften)
- Juegos Bolivarianos 2022: 2. Platz (von 5 Mannschaften)